# Pasivna sunčeva arhitektura
Pasivna sunčeva arhitektura je pojam koji se odnosi se na građevine koje su građene tako da same djeluju ujedno kao sunčev kolektor i spremnik topline. Ovakav način korištenja Sunčeve energije je vrlo učinkovit i jeftin, jer nije potrebna nikakva dodatna oprema. Građevina građena prema pasivnim sunčevim pravilima ne mora biti skuplja od klasične, jer bit pasivne sunčeve arhitekture leži u dobrom, funkcionalnom dizajnu, a ne u korištenju neke specijalne tehnologije. Rezultat ovakve gradnje može biti smanjenje potrebe za drugim gorivima u svrhu grijanja čak i do 90%. Pasivna solarna energija je daleko učinkovitija i puno jeftinija od aktivnih solarnih sustava, jer za početak nije potrebno kupiti nikakvu opremu. Osim toga kod aktivnih sustava je potrebno ulagati dodatnu energiju za distribuciju akumulirane topline, najčešće električnu energiju za pogon pumpe koja toplu vodu tjera kroz radijatore.
Loša strana priče je to što jednom već izgrađena građevina, ako nije u samom procesu gradnje građena u skladu s pasivnim sunčevim načelima, nikako ili teško može postati pasivnom solarnom građevinom.

## Pravila pasivne sunčeve arhitekture

### Pravilna orijentacija objekta s obzirom na strane svijeta
Pasivne solarne građevine najčešće imaju tlocrt (pogled odozgo) u obliku pravokutnika, tako da je jedna stranica pravokutnika duža od druge. Da bi se maksimalno iskoristio utjecaj Sunca, duža stranica mora biti okrenuta uzduž osi istok-zapad, tako da je cijela duža stranica građevine izložena Suncu koje dolazi s juga (ili sjevera ako se nalazimo u južnoj Zemljinoj polutki).

### Velike staklene površine na osunčanoj strani
Ako želimo maksimalno iskoristiti potencijal Sunca moramo mu omogućiti da u maksimalnoj količini prodre u unutrašnjost građevine. To se postiže na taj način da se većina prozora i staklenih površina postavi na južnoj strani. No staklene površine ne smiju biti niti prevelike, jer se tijekom noći i oblačnih dana toplina akumulirana unutar kuće gubi upravo kroz prozore. Da bi se smanjio gubitak topline kroz staklene površine koriste se izostakla ili termostakla. U nekim slučajevima čak se koriste pomični zatvarači kojima se noću prekrivaju stakla da bi se smanjio gubitak topline. S istočne, zapadne i sjeverne strane mogu se postaviti manji prozori koji služe isključivo da osiguraju dnevnu svjetlost.

### Streha koja sprječava da ljeti svjetlost prodire u unutrašnjost kuće
Velike staklene površine mogu u toplijem dijelu godine prouzrokovati pregrijavanje prostora. Da bi to spriječili iskoristit ćemo činjenicu da je putanja zimskog Sunca vrlo niska, a putanja ljetnog Sunca visoka. Dužina strehe mora biti točno proračunata tako da u periodu kada korisnicima više nije potrebno zagrijavanje streha, blokira priodiranje Sunca kroz prozore.

### Dovoljna količina toplinske mase
U pasivnoj sunčevoj građevini za vrijeme zimskog sunčanog dana dovoljno je toplo da ne treba paliti dodatno grijanje. Međutim, kada ne bi bilo akumulacije topline, čim Sunce zađe, zrak bi se ohladio i u prostoriji bi postalo hladno. Zato je prikupljenu toplinu potrebno akumulirati. Toplina se akumulira pomoću toplinske mase. U tu svrhu se grade pregradni zidovi ili podovi od materijala s visokim toplinskim kapacitetom. To su najčešće betonski, kameni ili cigleni (puna opeka) elementi, a nerijetko se koriste i vodeni zidovi, zbog visokog toplinskog kapaciteta vode. Na taj način i tijekom noći i za vrijeme oblačnih dana toplinska masa isijava toplinu prikupljenu za vrijeme sunčanih dana.
Toplinska masa je važna i po ljeti jer “upija” toplinu iz prostora, čineći ga tako hladnijim. Važno je po noći dozvoliti hladnom zraku da ohladi toplinsku masu i ponese sa sobom toplinu akumuliranu danju.

### Toplinska izolacija
Da bi se usporio proces hlađenja prostora u pasivnim sunčevim građevinama se koriste obilne količine toplinske izolacije, ponekad čak i trostruko više nego u klasičnoj arhitekturi.

## Obična, niskoenergetska i pasivna kuća
Gradnja kuće za svakog je pojedinca velik izazov, ali i velika investicija. Prije samog početka gradnje kuće treba odlučiti o puno stvari: koliko velika će biti kuća, koliko i kakvih će imati prostorija, od kakvih će materijala biti izgrađena, kakvi će biti prozori, kakav krov, kakvo grijanje, hlađenje, izolacija i fasada, a u posljednje vrijeme i kakvog će kuća biti energetskog standarda – obična, niskoenergetska ili pasivna.
Nazivi niskoenergetska kuća i pasivna kuća ne označavaju direktno način same gradnje kuće, već prvenstveno označavaju potrošnju energije za grijanje. Ovakve se kuće danas grade kako bi se uštedjelo na energiji za grijanje i hlađenje, te preko toga i smanjilo zagađenje okoliša tj. smanjilo ispuštanje ugljikovog dioksida u prirodni okoliš. Osim uštede i očuvanja okoliša takvim se načinom gradnje ujedno i povećava ugodnost življenja. 
Treba naglasiti da se do naziva niskoenergetska ili pasivna kuća ne može doći samo podebljanjem izolacije i zamjenom stolarije. Kod takvih se kuća mora posvetiti puno pažnje prvom koraku - projektiranju – koje kod takvih kuća obavezno mora biti multidisciplinarno, što znači sudjelovanje stručnjaka iz više polja, od arhitekta, strojara, električara do građevinara.

### “Obična” kuća
Danas bi se u Hrvatskoj trebale graditi kuće s prosječno 80 do 100 kWh/m2god. potrebe energije za grijanje. Prema jednostavnom izračunu proizlazi da će takva kuća na grijanje trošiti otprilike 9 lit/m2god. lož ulja, 9 m3/m2god. prirodnog plina ili 18 kg/m2god. drvenih peleta.

### Niskoenergetska kuća
Niskoenergetska kuća je kuća koja troši maksimalno 30 kWh/m2god. energije za grijanje. Takve se kuće zovu i trolitarske kuće. Prema jednostavnom izračunu proizlazi da će takva kuća na grijanje trošiti otprilike 3 lit/m2god. lož ulja, 3 m3/m2god. prirodnog plina ili 6 kg/m2god. drvenih peleta. Smanjenje toplinskih gubitaka niskoenergetske kuće ostvaruje se na sljedeće načine:
- orijentacija kuće na jug
- odvajanje toplinskih zona kuće (dnevna soba prema jugu, ostave na sjever)
- kompaktna gradnja
- vrlo dobra toplinska izolacija cijelog oplošja kuće
- prozori s 3-slojnim staklom
- niskotemperaturni sustav grijanja
- kontrolirana ventilacija prostorija s rekuperacijom

Kako bi povećali dobitke energije preporuča se:
- aktivno korištenje sunčeve energije pomoću sunčevih toplovodnih kolektora (topla voda) i fotonaponskih kolektora (električna struja) i
- pasivno korištenje sunčeve energije preko velikih staklenih ploha okrenutih na jug.

### Pasivna kuća
Pasivna kuća je kuća koja troši maksimalno 15 kWh/m2 god. energije za grijanje. Takve se kuće zovu i jednolitarske kuće. Prema jednostavnom izračunu proizlazi da bi takva kuća na grijanje trošila otprilike 1,5 lit/m2god. lož ulja, 1,5 m3/mm2 god. prirodnog plina ili 3 kg/mm2 god. drvenih peleta. Ovdje je bitno za naglasiti da pasivne kuće nemaju više potrebe za konvencionalnim sustavom grijanja, nego potrebu za toplinom namiruju preko složenog sustava ventilacije s rekuperacijom i dizalicom topline. Osnovne razlike između niskoenergetske i pasivne kuće su:
- vrlo debela toplinska izolacija oplošja kuće
- kontrolirana ventilacija s rekuperacijom i mogućnošću dogrijavanja
- prozori s 3-slojnim staklom punjenim plinom
- nepostojanje konvencionalnog sustava grijanja zbog vrlo niskih toplinskih gubitaka

## Dodatni dijelovi pasivne sunčeve arhitekture

### Trombeov zid
U mjestu Odeju u Pirinejima (Francuska) Félix Trombe je 1965. sagradio kuću s tamnim zidom na južnoj strani, koji je po njemu dobio naziv Trombeov zid. Pomoću ovog zida Trombe je pokazao mogućnost djelotvorne pasivne toplinske pretvorbe Sunčevog zračenja. Trombov zid je okrenut prema Suncu i zamišljen kao pasivni sunčev kolektor. Zid je istovremeno služio za apsorbiranje topline, za akumulaciju topline i kao tijelo za zagrijavanje unutrašnjih prostorija.

### Sunčev dimnjak
Sunčev dimnjak je jednostavni pasivni sunčev sustav ventilacije koji je poznat još od antike, a u suštini se sastoji od šupljeg spremnika koji povezuje unutrašnji i vanjski dio građevine. Sile koje pokreću i utječu na prirodnu ventilaciju prostora su energija vjetra, odnosno efekt dimnjaka. Pod energijom vjetra smatra se strujanje zraka kroz ventilacijske kanale uzrokovano vjetrom kao rezultat pretvorbe dinamičkog tlaka zraka u statički. S porastom temperature zraka dolazi i do smanjenja njegove gustoće (čime on postaje lakši) zbog čega dolazi do njegova strujanja prema gore. Efekt dimnjaka je upravo pojava u čijoj je srži ova pojava. Da bi došlo do njegove pojave mora postojati temperaturna razlika između unutrašnjeg prostora i okoliša. Ovaj vrlo jednostavan i jeftin način ventilacije u svojoj se najjednostavnijoj varijanti sastoji od dimnjaka obojanog u crno.

### Vjetrohvat
Vjetrohvat je konstrukcija u obliku dimnjaka koja je smještena iznad objekta, a ima dva funkcionalna otvora koji služe dovlačenju i odvlačenju zraka. Otvori vjetrohvata smješteni su najčešće na svim fasadama tornja zbog efikasnijeg dovlačenja svježeg zraka. Ulazni zrak dolazi i iz kanatskog tunela, koji prolazi do prostorije kroz okomito okno i pritom stvara niski tlak (Bernoullijev efekt), te izvlači hladni zrak iz kanata u prostoriju gdje se miješa za svježim zrakom koji dolazi iz vjetrohvata. U suhim pustinjskim područjima ovaj sustav može smanjiti temperaturu zraka i preko 15°C, a jedan kanat može služiti za hlađenje više vjetrohvata. Ipak, miješani zrak je i dalje relativno suh, ali ugodan za boravak. Sustavi hlađenja pomoći kanata i vjetrotornja rabe se u pustinjskim područjima preko 1000 godina.

### Zeleni krov
Zeleni krov je odličan način da se izbjegne korištenje skupog crijepa. Ako je dobro napravljen, toplinska su izolacija s vanjske strane kuće, a i lijepi su, jer na njima može biti travnjak, cvjetnjak ili povrtnjak. Orijentacijom kuće s obzirom na strane svijeta omogućava se da Sunce maksimalno prodire u unutrašnji prostor i udara u neku termalnu masu, podove i zidove, koji akumuliraju toplinu. Zeleni krov zimi sprečava gubitak topline, a ljeti osvježava stambeni prostor.
Zeleni krov može poslužiti i kao terasa, jer njegov nagib treba biti minimalan, toliki da voda može otjecati. Dovoljna je kosina od svega 0,5 %. Inače, nagib zelenih krovova ne bi smio biti veći od 40º zbog erozije i očuvanja kompaktnosti zelene mase. No, postoje tehnologije gradnje i na većim kosinama, ali one i koštaju. Ovisno o statici objekta, treba paziti i na težinu zelenog krova. Postoje oni gdje je sloj zemlje debeo čak pola metra, do onih s vrlo tankim slojem zemlje. A može se staviti i šljunak ili bale slame iz kojih s vremenom krene vegetacija, prvo gljive, a potom žitarice iz zaostalih sjemenki u balama. Bale s vremenom strunu, pa ostane organski materijal pogodan kao izolator. Slama se uglavnom koristi za krovišta na gospodarskim objektima.

### Zemljana kuća
Zemljana kuća je posebna vrsta kuća, koja je sagrađena u ekološko arhitektonskom stilu, koji stanarima omogućuje ne da žive „pod“ zemljom nego „sa“ zemljom. U usporedbi s tradicionalnim kućama, zemljane kuće savršeno se uklapaju u svoju okolinu, a mogu se lako graditi i na brdovitom terenu. Zemljana kuća ne mora nužno biti izgrađena pod zemljom. Može je se postaviti i na prirodno uzgojene terene koji joj omogućuju da se oko nje obavije zemlja. Zemljana kuća je prilagodljiva konstrukcija koja u potpunosti može biti izgrađena u skladu sa željama svog budućeg vlasnika i ispunjava sve uvjete za posebno stanovanje. U prošlosti nisu imale prozore, no moderne ih imaju, na (ili u) krovu, što znači da u njih prodire više prirodne svjetlosti nego u standardno građenim („nadzemnim“) kućama.